# 붉은사슴뿔버섯
붉은사슴뿔버섯은 동충하초목 육좌균과의 한 종으로, 맹독을 가진 버섯이다. 독은 트리코테신
류의 독을 가지고 있다. 모양은 원통형 또는 산호형이며, 손가락 모양으로 갈라져 있다. 영지버섯과 비슷하여 잘못 섭취 하기도 한다.

## 독성
이 버섯을 섭취했을 때 나타나는 증상은 30분 내로 복통, 지각력 변화, 백혈구와 혈소판 감소, 얼굴 피부가 벗겨지고, 탈모, 소뇌 수축으로 인한 언어 장애와 움직임 문제 등의 증상이 나타난다.
다른 예로, 다발성 장기부전, 신부전, 파종성혈관내응고가 있다.
이 버섯을 섭취 후 7일동안, 중독된 사람은 식혈 작용과 백혈구와 혈소판 감소가 나타난다.

## 연구
산림청 국립산림과학원은 2019년 6월 3일 성균관대 약학대학 김기현 교수 연구팀과 공동연구를 통해 유방암세포 생장을 억제하는 유용물질을 발견했다. '로리딘 E'는 유방암 치료물질로 알려진 '독소루비신'보다 500배 이상 강력한 항암 효능을 나타냈다.

## 같이 보기
- 트리코테신